# Itea riparia
Itea riparia là một loài thực vật có hoa trong họ Iteaceae. Loài này được Collett & Hemsl. miêu tả khoa học đầu tiên năm 1890.